# Đảo Oeno

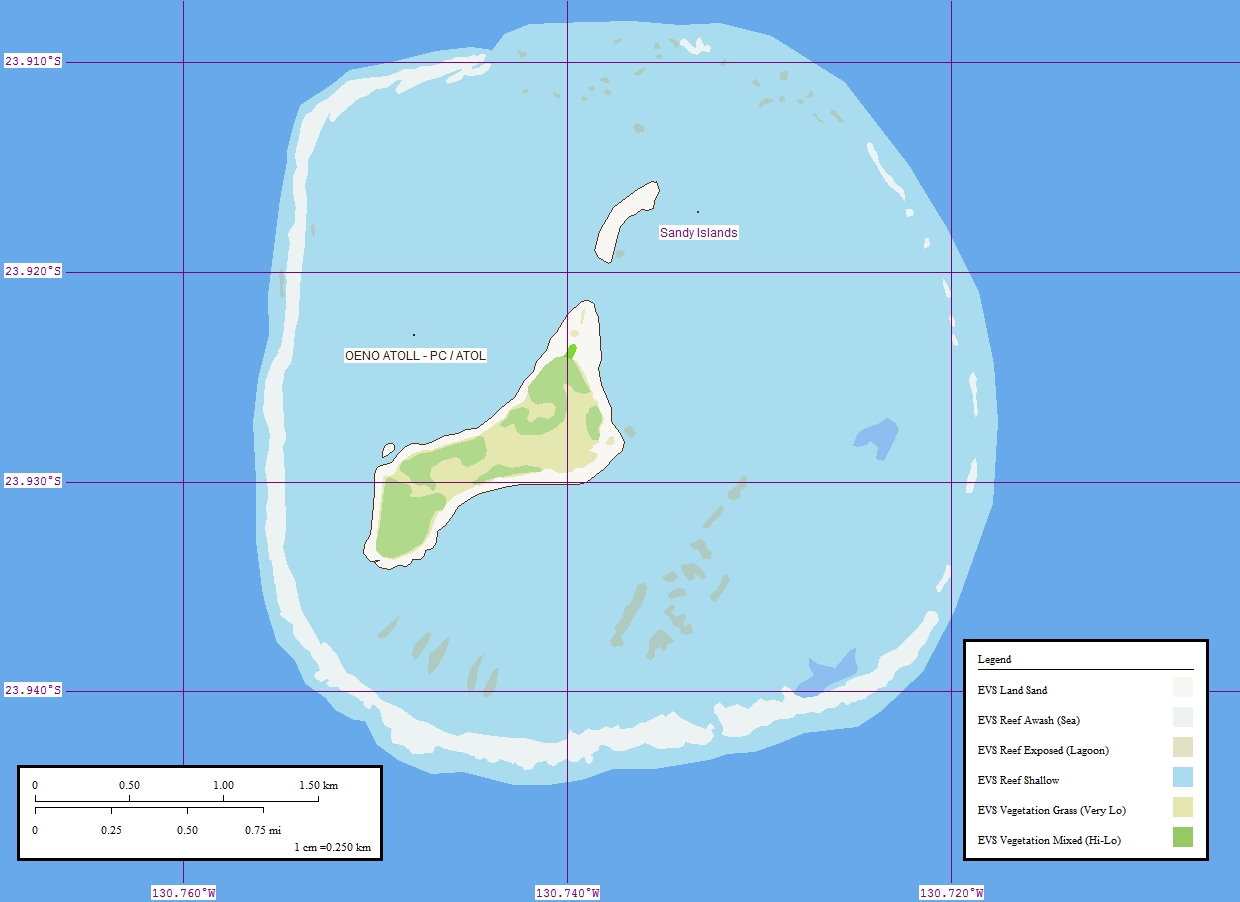
Đảo Oeno

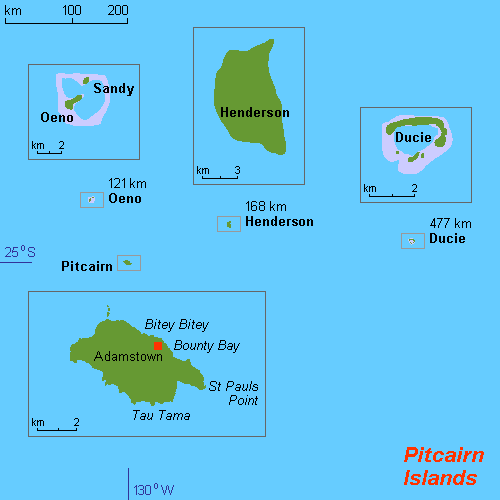
Quần đảo Pitcairn

Đảo Oeno là một rạng san hô nằm ở Nam Thái Bình Dương và thuộc Quần đảo Pitcairn. 

## Vị trí địa lý
Đảo Oeno có đường kính khoảng 5 km và nằm cách Quần đảo Pitcairn 143 km về hướng tây bắc. Tổng diện tích của đảo là 20 km vuông.

### Vùng chim quan trọng
Đảo Oeno được tổ chức BirdLife International công nhận là vùng chim quan trọng cho loài chim Pterodroma ultima. Đảo Oeno là nơi cư trú của ước tính khoảng 12.500 cặp chim này và là nơi có số lượng chim này đông thứ hai thế giới.

## Lịch sử
Tháng 6 năm 1819
Thuyền trưởng James Henderson thuộc Công ty Đông Ấn Anh tìm thấy đảo Oeno.
5 Tháng 3 năm 1858
Tàu Wild Wave bị chìm ở đảo Oeno.
1875
Tàu Khandeish bị chìm ở đảo Oeno
23 Tháng 8 năm 1883
Tàu Oregon bị chìm ở đảo Oeno
Tháng 4 năm 1893
Tàu Bowdon bị chìm ở đảo Oeno
10 Tháng 7 năm 1902
Đảo Oeno được sáp nhập vào Vương quốc Liên hiệp Anh và Bắc Ireland
1938
Sáp nhập vào lãnh thổ của Quần đảo Pitcairn